# Лінійні кораблі типу «Айрон Дюк»
Лінійні кораблі типу «Айрон Дюк» - чотири дредноути, побудовані для Королівського флоту перед Першою світовою війною: «Айрон Дюк», «Мальборо», «Бенбоу» та «Емперор оф Індія». Спущені на воду з жовтня 1912 до листопада 1913, це був третій послідовний тип британських «супердредноутів».

## Конструкція

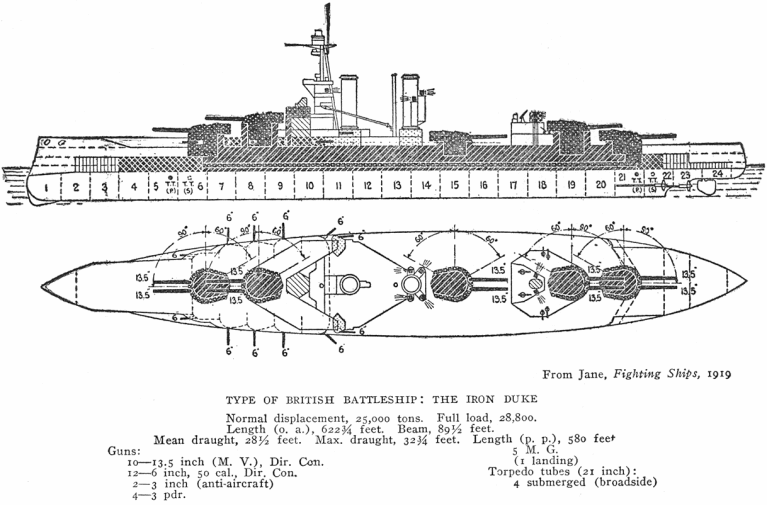

Кораблі фактично повторювали конструкцію лінкорів типу «Кінг Джордж V», вони зберегли ті ж десять 13,5 дюймових (343 мm) гармат головного калібру у десяти баштах вздовж центральної лінії корабля. Натомість вони мали сильніше бронювання та потужніше озброєння з шестидюймових (152 міліметрових) замість чотирьохдюймових (102 міліметрових) гармат попереднього типу лінійних кораблів. 

## Представники
| Корабель                            | Будівник                   | Закладені           | Спущено на воду        | Введено в експлуатацію | Доля                             |
| ----------------------------------- | -------------------------- | ------------------- | ---------------------- | ---------------------- | -------------------------------- |
| «Айрон Дюк» Iron Duke               | Верф, Портсмут             | 12 січня 1912 року  | 12 жовтня 1912 року    | 10 березня 1914 р      | Утилізований у Глазго, 1949 рік  |
| «Мальборо» Marlborough              | Верф Н.М., Девонпорт       | 25 січня 1912 року  | 24 жовтня 1912 року    | 2 червня 1914 року     | Розбито в Росайті, 1932 рік      |
| «Бенбоу» Benbow                     | Вільям Бердмор, Глазго     | 30 травня 1912 року | 12 листопада 1913 року | 7 жовтня 1914 року     | Утилізований у Росайті, 1931 рік |
| «Емперор оф Індіа» Emperor of India | Віккерс, Барроу-ін-Фернесс | 31 травня 1912 року | 27 листопада 1913 року | 10 листопада 1914 року | Утилізований у Росайті, 1932 рік |

## Історія служби
Чотири кораблі були найсучаснішими лінкорами Королівського флоту на початку Першої світової війни, хоча незабаром їх перевершили п'ять кораблів типу «Куїн Елізабет». Всі вони активно діяли у складі  Великого флоту, де «Айрон Дюк» був флагманом командувача флоту адмірала Джона Джелліко. Три кораблі, «Айрон Дюк», «Бенбоу» і «Мальборо», брали участь у Ютландській битві, «Емперор оф Індія» пропустив битву, оскільки саме перебував у доці, проходячи поточний ремонт. Лінійні кораблі цього типу обмежено використовувались після війни. Всі вони були демілітаризовані за умовами Лондонського морського договору, підписаного в 1930 році. «Айрон Дюк» був перетворений на навчальний корабель, а пізніше використовувася як блокшив до 1946 року, коли його утилізували. «Бенбоу» був утилізований у 1931 році, а «Мальборо» - у 1932 році. «Емперор оф Індія» був потоплений як артилерійська мішень у 1931 році, але пізніше був піднятий для утилізації у 1932 році.